# Poder (pel·lícula de 1986)
Poder (títol original en anglès Power) és una pel·lícula estatunidenca de Sidney Lumet estrenada el 1986. Aquesta pel·lícula ha estat doblada al català.

## Argument
Dos consellers polítics s'enfronten, després d'haver estat els millors amics del món, sobre les seves pròpies idees, les seves morals, les seves tries, etc.

## Repartiment
- Richard Gere: Pete St. John
- Julie Christie: Ellen Freeman
- Gene Hackman: Wilfred Buckley
- Kate Capshaw: Sydnet Betterman
- Denzel Washington: Arnold Billing
- E.G. Marshall: Senador Sam Hastings, Ohio
- Beatrice Straight: Claire Hastings
- Fritz Weaver: Wallace Furman, Candidat governador de Nou Mexic
- Michael Learned: Governador Andrea Stannard, Washington
- J.T. Walsh: Jerome Cade, candidat Senatorial Ohio
- E. Katherine Kerr: Irene Furman
- Polly Rowles: Lucille DeWitt
- Matt Salinger: Phillip Aarons, candidat Independent Ohio
- Tom Mardirosian: Sheikh
- Omar Torres: Roberto Cepeda, candidat presidencial

## Al voltant de la pel·lícula
- Als segons papers, es poden destacar les aparicions de Denzel Washington, que anava a rodar el mateix any Cry Freedom i Fritz Weaver, el fulletó Holocauste.